# Исмаил Ширвани
Исмаил Ширвани полное имя Шейх Хаджи Исмаил аль-Кюрдамири аш-Ширвани, также Исмаил Кюрдамири или Исмаил Сирраджедин Ширвани (азерб. İsmayıl Şirvani; 1782, Кюрдамир, Бёлюкятский магал, Ширванское ханство — 1848, Амасья, Османская империя) — исламский религиозный  деятель, духовный лидер суфийского ордена Накшибандия. Старейшина секты Халидия, основатель движения мюридизма и основоположник накшибандийского тариката на Кавказе. Является 31-м духовным звеном в золотой цепи преемственности шейхов тариката Накшбандийя.

## Биография
Один из видных представителей духовенства юго-восточного Кавказа первой половины XIX века Шейх Исмаил Ширвани родился в 1782 году, по мусульманскому календарю — 1197 год, в селении Кюрдамир магала Бёлюкят Ширванского ханства. В отечественных и зарубежных источниках он чаще всего упоминается, как Исмаил Ширвани или Исмаил Кюрдамири.